# Gakuen babysitters
Gakuen babysitters (学園ベビーシッターズ?, Gakuen bebīshittāzu, lett. "Babysitter scolastici") è un manga scritto e disegnato da Hari Tokeino, serializzato sulls rivista LaLa della casa editrice Hakusensha dal 24 settembre 2009. Un adattamento anime, prodotto dallo studio Brain's Base, è andato in onda dal 7 gennaio al 25 marzo 2018.

## Trama
Dopo che i loro genitori vengono uccisi in un incidente aereo, Ryuuichi e suo fratello minore Kotarō vengono accolti da Youko Morinomiya, la severa presidente di un'accademia d'élite il cui figlio e nuora sono morti nello stesso incidente. La presidente chiarisce che in cambio di essere i loro tutori legali, Ryuuichi deve lavorare al di fuori dell'orario di lezione presso l'asilo nido della scuola, dove Kotarou rimarrà durante il giorno. La serie racconta la storia delle buffonate dei bambini dell'asilo nido e di come i due fratelli si adattano alle loro nuove vite.

## Personaggi
Ryūichi Kashima (鹿島 竜一?, Kashima Ryūichi)
Doppiato da: Kōtarō Nishiyama
Ryūichi è un ragazzo di quattordici anni molto responsabile. Dato che i suoi genitori viaggiavano molto si è sempre occupato lui del suo fratellino Kotaro di tre anni. Dopo che i genitori muoiono in un incidente aereo i fratelli vengono adottati dalla direttrice di una scuola molto rinomata in cui potranno anche studiare. In cambio di questo però Ryuichi dovrà unirsi al club dei babysitter e occuparsi di tutti i bambini dell'asilo nido dell'istituto.
Kotarō Kashima (鹿島 虎太郎?, Kashima Kotarō)
Doppiato da: Nozomi Furuki
Kotarō è un bambino di tre anni molto taciturno e fratello di Ryuichi. Non è conscio che i suoi genitori sono morti. Ha un forte legame con il fratello. Kotaro ha i capelli corti e chiari e uno sguardo assonnato sul viso. Di tanto in tanto, i suoi occhi brillano ogni volta che è eccitato o felice di vedere suo fratello o qualcosa di intrigante. Come gli altri bambini dell'asilo, le sue guance sembrano arrossire ogni volta che è curioso o sul punto di scoppiare in lacrime.
Yōko Morinomiya (森ノ宮 羊子?, Morinomiya Yōko)
Doppiato da: Tomoko Miyadera
Youko è la ricca presidente dell'accademia ed è la guardiana offerta dei fratelli Kashima. La sua caratteristica più sorprendente sono i suoi grandi capelli e gli occhi acuti. È vecchia e va in giro con un bastone. Il più delle volte è vista con un semplice abito nero e uno scialle. La presidente è raramente vista sorridere, ma quando lo fa è un sorriso molto leggero. È una persona molto dura e parla con una voce forte e severa, ma ha momenti di cordialità. Si prende cura dei due ragazzi.
Keigo Saikawa (犀川?)
Doppiato da: Daisuke Ono
Keigo è lavora per Yōko come segretario, maggiordomo e chef. Si occupa anche dei bisogni di Ryūichi e Kotarō. Ha i capelli castano chiaro divisi a sinistra e gli occhi scuri, di solito mostrati chiusi. Viene sempre mostrato con gli occhiali e un abito. Un uomo misterioso e serio con un umorismo secco, e può essere piuttosto banale e sarcastico a volte, il tutto mantenendo una faccia dritta. Mostra grande dedizione al suo lavoro ed è bravo in tutto.
Yoshihito Usaida (兎田 義仁?, Usaida Yoshihito)
Doppiato da: Tomoaki Maeno
Taka Kamitani (狼谷 鷹?, Kamitani Taka)
Doppiato da: Yūko Sanpei
Hayato Kamitani (狼谷 隼?, Kamitani Hayato)
Doppiato da: Yūichirō Umehara

## Media

### Manga
Il manga, scritto e disegnato da Hari Tokeino, ha iniziato la serializzazione sulla rivista LaLa di Hakusensha il 24 settembre 2009. Il primo volume tankōbon è stato pubblicato il 30 aprile 2010 e al 5 luglio 2022 ne sono stati messi in vendita in tutto ventitré. Il manga è inedito in Italia.

### Anime
Un adattamento anime, annunciata per la prima volta il 21 marzo 2017 e prodotta dallo studio Brain's Base, è andata in onda tra il 7 gennaio 2018 e il 25 marzo 2018 su Tokyo MX, Sun TV e BS11. La serie è diretta da Shūsei Morishita con sceneggiature scritte da Yuuko Kakihara e colonna sonora di Ruka Kawada. In Italia, la serie è inedita mentre in alcuni paesi è stata distribuita in versione sottotitolata su Crunchyroll.

#### Episodi
Gli episodi non hanno un titolo proprio, ma solo un'indicazione numerale.
| Nº | Giapponese 「Kanji」 - Rōmaji | In onda          | In onda |
| Nº | Giapponese 「Kanji」 - Rōmaji | Giapponese       |         |
| 1  | 「その1」 - so no 1           | 7 gennaio 2018   |         |
| 2  | 「その2」 - so no 2           | 14 gennaio 2018  |         |
| 3  | 「その3」 - so no 3           | 21 gennaio 2018  |         |
| 4  | 「その4」 - so no 4           | 28 gennaio 2018  |         |
| 5  | 「その5」 - so no 5           | 4 febbraio 2018  |         |
| 6  | 「その6」 - so no 6           | 11 febbraio 2018 |         |
| 7  | 「その7」 - so no 7           | 18 febbraio 2018 |         |
| 8  | 「その8」 - so no 8           | 25 febbraio 2018 |         |
| 9  | 「その9」 - so no 9           | 4 marzo 2018     |         |
| 10 | 「その１0」 - so no 10        | 11 marzo 2018    |         |
| 11 | 「その１１」 - so no 11       | 18 marzo 2018    |         |
| 12 | 「その１２」 - so no 12       | 25 marzo 2018    |         |